# Wydział Fizyki, Astronomii i Informatyki Stosowanej Uniwersytetu Mikołaja Kopernika w Toruniu
Wydział Fizyki, Astronomii i Informatyki Stosowanej Uniwersytetu Mikołaja Kopernika w Toruniu – jednostka naukowo-badawcza będąca jednym z 16 wydziałów Uniwersytetu Mikołaja Kopernika w Toruniu. Siedziba wydziału znajduje się przy ul. Grudziądzkiej 5/7.

## Historia
Wydział został utworzony 1 września 1993 roku w wyniku podziału Wydziału Matematyki, Fizyki i Chemii. Na Wydziale zatrudnionych jest około 200 osób. W 2019 roku Wydział zreorganizowano. Powołano trzy instytuty: Astronomii, Fizyki, Nauk Technicznych.

## Centrum Optyki Kwantowej
Na Wydziale działa Centrum Optyki Kwantowej. Zostało ono otwarte 30 września 2011 roku. W chwili oddania do użytku Centrum dysponowało pięcioma laboratoriami.
Centrum liczy sześć jednostek badawczych:
- Laboratorium Optycznej Manipulacji i Detekcji Nanostruktur,
- Laboratorium Optycznej Charakteryzacji Materiałów,
- Laboratorium Spektroskopii Ultraszybkiej i Ultraczułej,
- Laboratorium Optycznego Obrazowania Medycznego,
- Laboratorium Fotoniki Kwantowej,
- Pracownię Modelowania Komputerowego.

## Kierunki kształcenia
Obecnie (r. akad. 2024/25) Wydział daje możliwość podjęcia studiów pierwszego i drugiego stopnia na pięciu kierunkach:
- automatyka i robotyka
- astronomia
- fizyka
- fizyka techniczna
- informatyka stosowana.

### Studia doktoranckie
- w zakresie fizyki i astronomii

### Studia podyplomowe
- Programowania i Zastosowań Komputerów
- Fizyki, Astronomii i Zastosowań Komputerów

## Struktura organizacyjna

### Instytut Astronomii
Dyrektor: dr hab. Krzysztof Katarzyński

### Instytut Fizyki
Dyrektor: prof. dr hab. Ireneusz Grabowski
- Katedra Biofizyki
- Katedra Biofotoniki i Inżynierii Optycznej
- Katedra Dydaktyki Fizyki
- Katedra Fizyki Atomowej, Molekularnej i Optycznej
- Katedra Fizyki Matematycznej
- Katedra Fizyki Stosowanej
- Katedra Mechaniki Kwantowej
- Katedra Nanofotoniki

### Instytut Nauk Technicznych
Dyrektor: dr hab. inż. Tomasz Tarczewski
- Katedra Automatyki i Systemów Pomiarowych
- Katedra Informatyki Stosowanej

## Władze Wydziału
W kadencji 1999–2002:
| Stanowisko | Imię i nazwisko                   |
| ---------- | --------------------------------- |
| Dziekan    | prof. dr hab. Franciszek Rozpłoch |
| Prodziekan | dr hab. Jan Wasilewski            |
| Prodziekan | dr hab. Grażyna Staszewska        |

W kadencjach 2002–2005 i 2005–2008:
| Stanowisko | Imię i nazwisko             |
| ---------- | --------------------------- |
| Dziekan    | prof. dr hab. Józef Szudy   |
| Prodziekan | dr hab. Hubert L. Oczkowski |
| Prodziekan | dr hab. Piotr Pepłowski     |

W kadencjach 2008–2012 i 2012–2016:
| Stanowisko                                   | Imię i nazwisko                 |
| -------------------------------------------- | ------------------------------- |
| Dziekan                                      | prof. dr hab. Stanisław Chwirot |
| Prodziekan ds. Studentów                     | prof. dr hab. Mirosław Bylicki  |
| Prodziekan ds. Kształcenia i Badań Naukowych | prof. dr hab. Andrzej Kowalczyk |
| Prodziekan ds. Organizacji Kształcenia       | dr hab. Jan Iwaniszewski        |

W kadencji 2016–2020:
| Stanowisko                                   | Imię i nazwisko                     |
| -------------------------------------------- | ----------------------------------- |
| Dziekan                                      | prof. dr hab. Włodzimierz Jaskólski |
| Prodziekan ds. Organizacji Kształcenia       | dr hab. Jacek Jurkowski             |
| Prodziekan ds. Kształcenia i Badań Naukowych | prof. dr hab. Winicjusz Drozdowski  |
| Prodziekan ds. Studentów                     | dr hab. Anna Bartkiewicz            |

W kadencji 2020–2024:
| Stanowisko                        | Imię i nazwisko                    |
| --------------------------------- | ---------------------------------- |
| Dziekan                           | prof. dr hab. Winicjusz Drozdowski |
| Prodziekan ds. Finansów i Rozwoju | dr hab. Beata Derkowska-Zielińska  |
| Prodziekan ds. Studenckich        | dr hab. Anna Bartkiewicz           |
| Prodziekan ds. Kształcenia        | dr hab. Jacek Jurkowski            |